# Austrália nos Jogos Olímpicos de Verão de 2008
A Austrália participou dos Jogos Olímpicos de Verão de 2008, em Pequim, na China. O país estreou nos Jogos em 1896 e esta foi sua 26ª participação.

## Medalhas
| Suzy Batkovic Tully Bevilaqua Rohanee Cox Holly Grima Kristi Harrower Lauren Jackson | Erin Phillips Emma Randall Jenni Screen Belinda Snell Laura Summerton Penny Taylor |

| Jodie Bowering Kylie Cronk Kelly Hardie Tanya Harding Sandy Lewis Simmone Morrow Tracey Mosley Stacey Porter | Melanie Roche Justine Smethurst Danielle Stewart Natalie Titcume Natalie Ward Belinda Wright Kerry Wyborn |

| Gemma Beadsworth Nikita Cuffe Suzie Fraser Taniele Gofers Kate Gynther Amy Hetzel Bronwen Knox Emma Knox | Alicia McCormack Melissa Rippon Rebecca Rippon Mia Santoromito Jenna Santoromito |

| Des Abbott Travis Brooks Kiel Brown Liam De Young Luke Doerner Jamie Dwyer Bevan George David Guest Rob Hammond | Fergus Kavanagh Mark Knowles Stephen Lambert Eli Matheson Eddie Ockenden Grant Schubert Matthew Wells |

## Desempenho

### Atletismo
Masculino
Provas de pista
| Youcef Abdi                                                     | 3000 m obstáculos   | 8:17.97                                     | 6   |             |             | 8:16.36                                   | 6                 |             |             |
| Luke Adams                                                      | 20 km marcha        |                                             |     |             |             | 1:19.57                                   | 6                 |             |             |
| Luke Adams                                                      | 50 km marcha        |                                             |     |             |             | 3:47:45                                   | 10                |             |             |
| Collis Birmingham                                               | 5000 m              | 13:44.90                                    | 10  |             |             | Não avançou                               | Não avançou       |             |             |
| Chris Erickson                                                  | 20 km marcha        |                                             |     |             |             | Desclassificado                           | Desclassificado   |             |             |
| Mitchell Kealey                                                 | 1500 m              | 3:46.31                                     | 45  | Não avançou | Não avançou | Não avançou                               | Não avançou       |             |             |
| Joel Milburn                                                    | 400 m               | 44.8 (PB)                                   | 2 Q | 45.06       | 3           | Não avançou                               | Não avançou       |             |             |
| Craig Mottram                                                   | 5000 m              | 13:44.59                                    | 5   |             |             | Não avançou                               | Não avançou       |             |             |
| Lachlan Renshaw                                                 | 800 m               | 1:49.19                                     | 6   | Não avançou | Não avançou | Não avançou                               | Não avançou       |             |             |
| Jeffrey Riseley                                                 | 1500 m              | 3:53.95                                     | 47  | Não avançou | Não avançou | Não avançou                               | Não avançou       |             |             |
| Adam Rutter                                                     | 50 km marcha        |                                             |     |             |             | Não terminou                              | Não terminou      |             |             |
| Jared Tallent                                                   | 20 km marcha        |                                             |     |             |             | 1:19:42                                   | Medalha de bronze |             |             |
| Jared Tallent                                                   | 50 km marcha        |                                             |     |             |             | 3:39:27                                   | Medalha de prata  |             |             |
| Lee Troop                                                       | Maratona            |                                             |     |             |             | 2:27:17                                   | 60                |             |             |
| Sean Wroe                                                       | 400 m               | 45.17 (PB)                                  | 2 Q | 45.56       | 7           | Não avançou                               | Não avançou       | Não avançou | Não avançou |
| Clinton Hill Joel Milburn Mark Ormrod John Steffensen Sean Wroe | Revezamento 4x400 m | 3:00.68 (Milburn, Ormrod, Steffensen, Hill) | 4 Q |             |             | 3:00.02 (Wroe, Steffensen, Hill, Milburn) | 6                 |             |             |

Provas de campo
| Aleta            | Prova               | Qualicação | Qualicação | Final       | Final           |
| Aleta            | Prova               | Distancia  | Pos.       | Distancia   | Pos.            |
| ---------------- | ------------------- | ---------- | ---------- | ----------- | --------------- |
| Justin Anlezark  | Arremesso de peso   | 19,91 m    | 16         | Não avançou | Não avançou     |
| Jarrod Bannister | Lançamento de dardo | 79,79 m    | 5 Q        | 83.45       | 6               |
| Paul Burgess     | Salto com vara      | 5,55 m     | 8          | Não avançou | Não avançou     |
| Benn Harradine   | Arremesso de disco  | 58,55 m    | 31         | Não avançou | Não avançou     |
| Steven Hooker    | Salto com vara      | 5,65 m     | 5 Q        | 5.96 (RO)   | Medalha de ouro |
| Fabrice Lapierre | Salto em distância  | 7,90 m     | 16         | Não avançou | Não avançou     |
| Scott Martin     | Arremesso de peso   | 19,75 m    | 21         | Não avançou | Não avançou     |

Feminino
Provas de pista
| Atleta              | Prova              | Eliminatórias | Eliminatórias | Semifinal   | Semifinal   | Final       | Final            |
| Atleta              | Prova              | Tempo         | Pos.          | Tempo       | Pos.        | Tempo       | Pos.             |
| ------------------- | ------------------ | ------------- | ------------- | ----------- | ----------- | ----------- | ---------------- |
| Lisa Corrigan       | 1500 m             | 4:16.32       | 9             |             |             | Não avançou | Não avançou      |
| Sarah Jamieson      | 1500 m             | 4:06.64       | 5             |             |             | Não avançou | Não avançou      |
| Benita Johnson      | Maratona           |               |               |             |             | 2:32:06     | 21               |
| Tamsyn Lewis        | 400 m              | 52.38         | 4             | Não avançou | Não avançou | Não avançou | Não avançou      |
| Tamsyn Lewis        | 800 m              | 1:59.67       | 4 Q           | 2:01.41     | 20          | Não avançou | Não avançou      |
| Donna MacFarlane    | 3000 m obstáculos  | 9:32.05       | 9             |             |             | Não avançou | Não avançou      |
| Sally McLellan      | 100 m barreiras    | 12.83         | 2 Q           | 12.70       | 4 Q         | 12.64       | Medalha de prata |
| Victoria Mitchell   | 3.000 m obstáculos | 9:47.88       | 13            |             |             | Não avançou | Não avançou      |
| Madeleine Pape      | 800 m              | 2:03.09       | 6             | Não avançou | Não avançou | Não avançou | Não avançou      |
| Jane Saville        | 20 km marcha       |               |               |             |             | 1:31:17     | 19               |
| Kate Smyth          | Maratona           |               |               |             |             | 2:36:10     | 44               |
| Kellie Wapshott     | 20 km marcha       |               |               |             |             | 1:37:59     | 39               |
| Lisa-Jane Weightman | Maratona           |               |               |             |             | 2:34:16     | 33               |
| Claire Woods        | 20 km marcha       |               |               |             |             | 1:33:02     | 27               |

Provas de campo
| Atleta           | Prova              | Qualificação | Qualificação | Final       | Final       |
| Atleta           | Prova              | Distancia    | Pos.         | Distancia   | Pos.        |
| ---------------- | ------------------ | ------------ | ------------ | ----------- | ----------- |
| Alana Boyd       | Salto com vara     | 4,30 m       | 16           | Não avançou | Não avançou |
| Dani Samuels     | Arremesso de disco | 61,72 m      | 7            | 60.15       | 9           |
| Bronwyn Thompson | Salto em distância | 6,53 m       | 17           | Não avançou | Não avançou |

Heptatlo
| Atleta        | Prova    | 100 m c/ barreiras | 100 m c/ barreiras | Salto em altura | Salto em altura | Lançamento do peso | Lançamento do peso | 200 m | 200 m  | Salto em comprimento | Salto em comprimento | Lançamento do dardo | Lançamento do dardo | 800 m   | 800 m  | Final  | Final |
| Atleta        | Prova    | Tempo              | Pontos             | Distancia       | Pontos          | Distancia          | Pontos             | Tempo | Pontos | Distancia            | Pontos               | Distancia           | Pontos              | Tempo   | Pontos | Pontos | Pos.  |
| ------------- | -------- | ------------------ | ------------------ | --------------- | --------------- | ------------------ | ------------------ | ----- | ------ | -------------------- | -------------------- | ------------------- | ------------------- | ------- | ------ | ------ | ----- |
| Kylie Wheeler | Heptatlo | 13.68              | 1024               | 1,89 m          | 1093            | 13,06 m            | 731                | 24.28 | 954    | 6,11 m               | 883                  | 43,81 m             | 741                 | 2:11.49 | 943    | 6369   | 10    |

### Badminton
| Atleta                    | Prova             | Ronda dos 64                        | Ronda dos 32           | Ronda dos 16                       | Quartos-finais         | Semifinais             | Final                  | Final       |
| Atleta                    | Prova             | Adversário e resultado              | Adversário e resultado | Adversário e resultado             | Adversário e resultado | Adversário e resultado | Adversário e resultado |             |
| ------------------------- | ----------------- | ----------------------------------- | ---------------------- | ---------------------------------- | ---------------------- | ---------------------- | ---------------------- | ----------- |
| Stuart Gomez              | Simples masculino | FRA Kehlhoffner D 21-19 20-22 15-21 | Não avançou            | Não avançou                        | Não avançou            | Não avançou            | Não avançou            | Não avançou |
| Ross Smith Glenn Warfe    | Duplas masculinas |                                     |                        | POL Łogosz-Mateusiak D 13-21 16-21 | Não avançou            | Não avançou            | Não avançou            | Não avançou |
| Erin Caroll               | Simples feminino  | ESP Martínez D 9-21,16-21           | Não avançou            | Não avançou                        | Não avançou            | Não avançou            | Não avançou            | Não avançou |
| Tania Luiz Eugenia Tanaka | Duplas femininas  |                                     |                        | JPN Maeda-Suetsuna D 4-21 8-21     | Não avançou            | Não avançou            | Não avançou            | Não avançou |

### Basquetebol
Masculino
| Equipe | Fase de grupos                                                                                      | Fase de grupos | Quartas de final            | Semifinal              | Final                  | Pos. |
| Equipe | Adversário e resultado                                                                              | Pos.           | Adversário e resultado      | Adversário e resultado | Adversário e resultado | Pos. |
| --- | --------------------------------------------------------------------------------------------------- | -------------- | --------------------------- | ---------------------- | ---------------------- | ---- |
| David Andersen Chris Anstey David Barlow Andrew Bogut C. J. Bruton Joe Ingles Patrick Mills Brad Newley Matt Nielsen Shawn Redhage Glen Saville Mark Worthington | CRO Croácia D 82-97 ARG Argentina D 85-68 IRN Irã V 106-68 RUS Rússia V 80-95 LTU Lituânia V 106-75 | 4º (gr. A)     | USA Estados Unidos D 81-101 | Não avançou            | Não avançou            | 7º   |

Feminino
| Equipe | Fase de grupos                                                                                               | Fase de grupos | Quartas de final            | Semifinal              | Final                      | Pos.             |
| Equipe | Adversário e resultado                                                                                       | Pos.           | Adversário e resultado      | Adversário e resultado | Adversário e resultado     | Pos.             |
| --- | --- | -------------- | --------------------------- | ---------------------- | -------------------------- | ---------------- |
| Suzy Batkovic Tully Bevilaqua Rohanee Cox Holly Grima Lauren Jackson Erin Phillips Emma Randall Jenni Screen Belinda Snell Laura Summerton Penny Taylor Kristi Harrower | BLR Bielorrússia V 64-83 BRA Brasil V 80-65 KOR Coreia do Sul D 90-62 LAT Letônia V 73-96 RUS Rússia V 75-55 | 1º (gr. A)     | CZE República Checa V 79-46 | CHN China V 56-90      | USA Estados Unidos D 92-65 | Medalha de prata |

### Boxe
| Stephen Sutherland | Peso mosca              | CHI W. Cherif D 2-14     | Não avançou              | Não avançou | Não avançou | Não avançou | Não avançou | Não avançou |             |
| Luke Boyd          | Peso galo               | BOT K. Ikgopoleng D 8-18 | Não avançou              | Não avançou | Não avançou | Não avançou | Não avançou | Não avançou |             |
| Paul Fleming       | Peso pena               | FRA K. Djelkhir D 9-13   | Não avançou              | Não avançou | Não avançou | Não avançou | Não avançou | Não avançou |             |
| Anthony Little     | Peso leve               | NAM J. Indongo V 14-2    | RUS A. Tishchenko D 3-11 | Não avançou | Não avançou | Não avançou | Não avançou | Não avançou | Não avançou |
| Todd Kidd          | Peso meio-médio-ligeiro | MAR D. Moussaid D 2-23   | Não avançou              | Não avançou | Não avançou | Não avançou | Não avançou | Não avançou |             |
| Gerard O'Mahony    | Peso meio-médio         | MDA V. Grusac D 2-7      | Não avançou              | Não avançou | Não avançou | Não avançou | Não avançou | Não avançou |             |
| Jarrod Fletcher    | Peso médio              | CUB E. Correa D 4-17     | Não avançou              | Não avançou | Não avançou | Não avançou | Não avançou | Não avançou |             |
| Bradley Pitt       | Peso pesado             |                          | MAR M. Arjaoui D 6-11    | Não avançou | Não avançou | Não avançou |             |             |             |
| Daniel Beahan      | Peso superpesado        |                          | KAZ R. Myrsatayev D RSC  | Não avançou | Não avançou | Não avançou |             |             |             |

- RSC - Luta interrompida por decisão do árbitro

### 

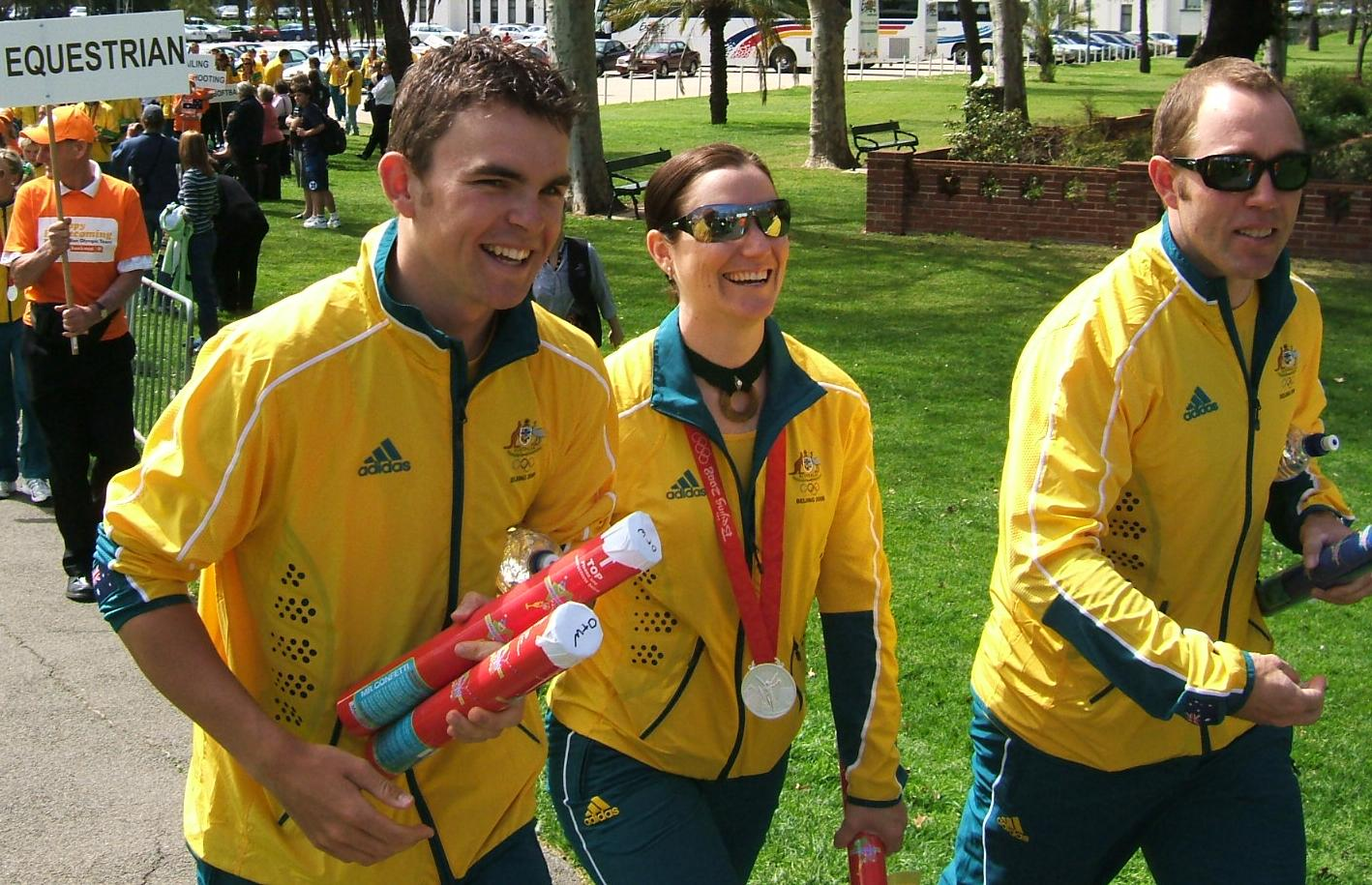
Jack Bobridge, Anna Meares e Shane Kelly, ciclistas de pista australianos

### Canoagem de velocidade
| Atleta                                                  | Prova                | Eliminatórias | Eliminatórias | Semifinais | Semifinais | Final       | Final             |
| Atleta                                                  | Prova                | Tempo         | Pos.          | Tempo      | Pos.       | Tempo       | Pos.              |
| ------------------------------------------------------- | -------------------- | ------------- | ------------- | ---------- | ---------- | ----------- | ----------------- |
| Torsten Lachmann                                        | C-1 500 m masculino  | 2:00.594      | 7 Q           | 1:59.119   | 7          | Não avançou | Não avançou       |
| Torsten Lachmann                                        | C-1 1000 m masculino | 4:15.188      | 5 Q           | 4:09.792   | 6          | Não avançou | Não avançou       |
| Ken Wallace                                             | K-1 500 m masculino  | 1:36.208      | 2 Q           | 1:43.340   | 3 Q        | 1:37.252    | Medalha de ouro   |
| Ken Wallace                                             | K-1 1000 m masculino | 3:30.306      | 2 Q           | 3:33.255   | 1 Q        | 3:27.485    | Medalha de bronze |
| Jacob Clear Clint Robinson                              | K-2 500 m masculino  | 1:31.712      | 6 Q           | 1:33.839   | 7          | Não avançou | Não avançou       |
| Clint Robinson Tony Schumacher Dave Smith Tate Smith    | K-4 1000 m masculino | 3:00.920      | 5 Q           | 3:02.743   | 4          | Não avançou | Não avançou       |
| Chantal Meek                                            | K-1 500 m feminino   | 1:53.374      | 5 Q           | 1:54.876   | 7          | Não avançou | Não avançou       |
| Hannah Davis Lyndsie Fogarty                            | K-2 500 m feminino   | 1:45.124      | 3 QF          |            |            | 1:43.969    | 6                 |
| Hannah Davis Lyndsie Fogarty Chantal Meek Lisa Oldenhof | K-4 500 m feminino   | 1:36.516      | 3 QF          |            |            | 1:34.704    | Medalha de bronze |

### Canoagem slalom
| Atlete                        | Prova         | Preliminares | Preliminares | Preliminares | Preliminares | Preliminares | Preliminares | Semifinal | Semifinal | Final       | Final       | Total       | Rank              |
| Atlete                        | Prova         | Desc. 1      | Pos.         | Desc. 2      | Pos.         | Total        | Pos.         | Time      | Pos.      | Tempo       | Pos.        | Total       | Rank              |
| ----------------------------- | ------------- | ------------ | ------------ | ------------ | ------------ | ------------ | ------------ | --------- | --------- | ----------- | ----------- | ----------- | ----------------- |
| Robin Bell                    | C-1 masculino | 88.86        | 6            | 87.59        | 9            | 176.45       | 7 Q          | 91.16     | 5 Q       | 89.43       | 3           | 180.59      | Medalha de bronze |
| Mark Bellofiore Lachlan Milne | C-2 masculino | 104.61       | 11           | 98.21        | 7            | 202.82       | 9 Q          | 104.17    | 7         | Não avançou | Não avançou | Não avançou | 7                 |
| Warwick Draper                | K-1 masculino | 86.28        | 13           | 86.30        | 9            | 172.58       | 10 Q         | 86.09     | 2 Q       | 91.76       | 8           | 177.85      | 5                 |
| Jacqueline Lawrence           | K-1 feminino  | 103.18       | 10           | 96.95        | 6            | 200.13       | 7 Q          | 103.40    | 4         | 103.54      | 2           | 206.94      | Medalha de prata  |

### Ciclismo BMX
| Atleta          | Prova     | Tomada de tempo | Tomada de tempo | Quartos-finais | Quartos-finais | Semifinais  | Semifinais  | Final       | Final       |
| Atleta          | Prova     | Tempo           | Pos.            | Pontos         | Pos.           | Pontos      | Pos.        | Pontos      | Pos.        |
| --------------- | --------- | --------------- | --------------- | -------------- | -------------- | ----------- | ----------- | ----------- | ----------- |
| Jared Graves    | masculino | 36.372          | 11              | 4              | 1 Q            | 10          | 3 Q         | 6           | 6           |
| Kamakazi        | masculino | 36.492          | 15              | 13             | 4 Q            | 18          | 6           | Não avançou | Não avançou |
| Luke Madill     | masculino | 36.795          | 22              | 18             | 7              | Não avançou | Não avançou | Não avançou | Não avançou |
| Tanya Bailey    | feminino  | 38.285          | 10              |                |                | 22          | 8           | Não avançou | Não avançou |
| Nicole Callisto | feminino  | 36.717          | 6               |                |                | 12          | 4 Q         | 6           | 6           |

### Ciclismo Mountain Bike
| Atleta           | Prova     | Tempo     | Pos. |
| ---------------- | --------- | --------- | ---- |
| Daniel McConnell | Masculino | -2 voltas | 39   |
| Dellys Starr     | Feminino  | -2 voltas | 26   |

### Ciclismo de estrada
| Atleta          | Prova                        | Tempo                 | Pos.         |
| --------------- | ---------------------------- | --------------------- | ------------ |
| Cadel Evans     | Corrida em estrada masculina | 6:24:11 (+0:22)       | 14º          |
| Cadel Evans     | Contra o relógio masculino   | 1:03:34.97 (+1:23.54) | 5º           |
| Simon Gerrans   | Corrida em estrada masculina | 6:26:17 (+2:28)       | 36º          |
| Matthew Lloyd   | Corrida em estrada masculina | 6:26:17 (+2:28)       | 30º          |
| Stuart O'Grady  | Corrida em estrada masculina | Não terminou          | Não terminou |
| Michael Rogers  | Corrida em estrada masculina | 6:23:49 (+0:00)       | 5º           |
| Michael Rogers  | Contra o relógio masculino   | 1:04:46.85 (+2:35.42) | 8º           |
| Katherine Bates | Corrida em estrada feminina  | Não terminou          | Não terminou |
| Sara Carrigan   | Corrida em estrada feminina  | 3:33:25 (+1:01)       | 38º          |
| Oenone Wood     | Corrida em estrada feminina  | 3:33:17 (+0:53)       | 29º          |
| Oenone Wood     | Contra o relógio feminino    | 38:53.45 (+4:01.73)   | 22º          |

### Ciclismo de pista
Corrida por pontos
| Atleta          | Prova     | Pontos | Pos. |
| --------------- | --------- | ------ | ---- |
| Cameron Meyer   | masculino | 36     | 4    |
| Katherine Bates | feminino  | 10     | 6    |

Keirin
| Atleta      | Prova            | 1ª Ronda | 2ª Ronda | Final |
| Atleta      | Prova            | Pos.     | Pos.     | Pos.  |
| ----------- | ---------------- | -------- | -------- | ----- |
| Ryan Bayley | Keirin masculino | 1 Q      | 6        | 8     |
| Shane Kelly | Keirin masculino | 2 Q      | 2 Q      | 4     |

Perseguição
| Atleta                                                                              | Prova                             | Qualificação | Qualificação | 1ª Ronda                     | 1ª Ronda    | Finais                        | Finais      |
| Atleta                                                                              | Prova                             | Tempo        | Pos.         | Adversário e resultado       | Pos.        | Adversário e resultado        | Pos.        |
| ----------------------------------------------------------------------------------- | --------------------------------- | ------------ | ------------ | ---------------------------- | ----------- | ----------------------------- | ----------- |
| Bradley McGee                                                                       | Perseguição individual masculino  | 4:26.084     | 9            | Não avançou                  | Não avançou | Não avançou                   | Não avançou |
| Brett Lancaster                                                                     | Perseguição individual masculino  | 4:26.139     | 12           | Não avançou                  | Não avançou | Não avançou                   | Não avançou |
| Katie Mactier                                                                       | Perseguição individual feminino   | 3:38.178     | 7 Q          | 3:37.296                     | 7           | Não avançou                   | Não avançou |
| Jack Bobridge Graeme Brown Mark Jamieson Brett Lancaster Bradley McGee Luke Roberts | Perseguição por equipes masculino | 4:02.041     | 3            | Países Baixos (NED) 3:58.633 | 4Q          | Nova Zelândia (NZL) 3:59.06 D | 4           |

Velocidade
| Atleta                                        | Prova                            | Qualificação                              | Qualificação | 1ª Ronda                                                         | 2ª Ronda                                | Semifinal                                                   | Final                  | Final            |             |
| Atleta                                        | Prova                            | Tempo Vel. média (km/h)                   | Pos.         | Adversário e resultado                                           | Adversário e resultado                  | Adversário e resultado                                      | Adversário e resultado | Pos.             |             |
| --------------------------------------------- | -------------------------------- | ----------------------------------------- | ------------ | ---------------------------------------------------------------- | --------------------------------------- | ----------------------------------------------------------- | ---------------------- | ---------------- | ----------- |
| Ryan Bayley                                   | Velocidade masculino             | 10.362                                    | 12 Q         | MAS M. Awang 10.763 V                                            | GER M. Levy 10.763 D (3º na repescagem) | Não avançou                                                 | Não avançou            | Não avançou      | Não avançou |
| Mark French                                   | Velocidade masculino             | 10.337                                    | 10 Q         | NED Theo Bos 10.959 D (2º na repescagem)                         | Não avançou                             | Não avançou                                                 | Não avançou            | Não avançou      | Não avançou |
| Anna Meares                                   | Velocidade feminino              | 11.140                                    | 3 Q          | NED Y. Hijgenaar 11.663 V                                        | FRA Sanchez 2-0 V                       | CHN Shuang 2-1 V                                            | GBR Pendleton 0-2 D    | Medalha de prata |             |
| Ryan Bayley Dan Ellis Mark French Shane Kelly | Velocidade por equipes masculino | 44.335 60.899 km/h (Ellis, French, Kelly) | 5 Q          | Países Baixos (NED) 44.090 V 61.238 km/h (Bayley, Ellis, French) |                                         | Alemanha (GER) 44.022 D 61.332 km/h (Bayley, Ellis, French) | Não avançou            | 4                |             |

### Esgrima
| Atleta          | Prova                       | Ronda dos 64           | Ronda dos 32           | Ronda dos 16           | Quartos-finais         | Semifinais             | Final                  | Pos. |
| Atleta          | Prova                       | Adversário e resultado | Adversário e resultado | Adversário e resultado | Adversário e resultado | Adversário e resultado | Adversário e resultado | Pos. |
| --------------- | --------------------------- | ---------------------- | ---------------------- | ---------------------- | ---------------------- | ---------------------- | ---------------------- | ---- |
| Amber Parkinson | Espada individual feminino  |                        | JPN Harada D 9-15      | Não avançou            | Não avançou            | Não avançou            | Não avançou            | 19   |
| Joanna Halls    | Florete individual feminino | CUB Company D 13-15    | Não avançou            | Não avançou            | Não avançou            | Não avançou            | Não avançou            | 35   |

### Futebol
Masculino
| Equipe | Equipe | Fase de grupos                                                 | Fase de grupos | Quartas                | Semifinal              | Final                  | Pos. |
| Equipe | Equipe | Adversário e resultado                                         | Pos.           | Adversário e resultado | Adversário e resultado | Adversário e resultado | Pos. |
| --- | --- | -------------------------------------------------------------- | -------------- | ---------------------- | ---------------------- | ---------------------- | ---- |
| Mark Bridge Billy Celeski Adam Federici Neil Kilkenny Adrian Leijer Trent McClenahan Mark Milligan Stuart Musialik Nikita Rukavytsya | Kristian Sarkies Matthew Spiranovic Nikolai Topor-Stanley James Troisi Tando Velaphi Ruben Zadkovich David Carney Jade North Archie Thompson | SRB Sérvia E 1-1 ARG Argentina D 1-0 CIV Costa do Marfim D 1-0 | 3º (gr. A)     | Não avançou            | Não avançou            | Não avançou            | 11º  |

### Ginástica artística
Masculino
| Atleta         | Prova                      | Aparelhos          | Aparelhos | Aparelhos        | Aparelhos | Aparelhos        | Aparelhos  | Qualificação | Qualificação | Final       | Final       |
| Atleta         | Prova                      | Salto sobre a mesa | Solo      | Cavalo com alças | Argolas   | Barras paralelas | Barra fixa | Total        | Pos.         | Total       | Pos.        |
| -------------- | -------------------------- | ------------------ | --------- | ---------------- | --------- | ---------------- | ---------- | ------------ | ------------ | ----------- | ----------- |
| Samuel Simpson | Individual Geral masculino | 15.600             | 14.550    | 14.000           | 13.800    | 14.200           | 13.475     | 85.625       | 39           | Não avançou | Não avançou |

Feminino
| Atleta                                                                                 | Prova                     | Aparelhos | Aparelhos     | Aparelhos | Aparelhos | Qualificação | Qualificação | Final       | Final       |
| Atleta                                                                                 | Prova                     | Salto     | Barras assim. | Trave     | Solo      | Total        | Pos.         | Total       | Pos.        |
| -------------------------------------------------------------------------------------- | ------------------------- | --------- | ------------- | --------- | --------- | ------------ | ------------ | ----------- | ----------- |
| Georgia Bonora                                                                         | Individual Geral feminino | 14.850    | 14.500        | 15.025    | 14.525    | 58.900       | 18 Q         | 58.950      | 13          |
| Ashleigh Brennan                                                                       | Individual Geral feminino | 14.775    | 13.700        | 14.150    | 14.625    | 57.250       | 30           | Não avançou | Não avançou |
| Daria Joura                                                                            | Individual Geral feminino | 15.100    | 15.125        | 12.475    | 13.450    | 56.150       | 44           | Não avançou | Não avançou |
| Lauren Mitchell                                                                        | Individual Geral feminino | 14.725    |               | 14.100    | 14.650    | 43.475       | 69           | Não avançou | Não avançou |
| Shona Morgan                                                                           | Individual Geral feminino | 14.700    | 14.500        | 15.350    | 14.525    | 59.075       | 15 Q         | 58.800      | 15          |
| Olivia Vivian                                                                          | Individual Geral feminino |           | 14.925        |           |           | 14.925       | 96           | Não avançou | Não avançou |
| Georgia Bonora Ashleigh Brennan Daria Joura Lauren Mitchell Shona Morgan Olivia Vivian | Equipes femininas         | 59.450    | 58.325        | 59.050    | 58.625    | 235.450      | 5 Q          | 176.525     | 6           |

### Ginástica rítmica
| Atleta          | Prova               | Qualificação | Qualificação | Qualificação | Qualificação | Qualificação | Qualificação | Final       | Final       | Final       | Final       | Final       | Final       |
| Atleta          | Prova               | Arco         | Corda        | Maças        | Fita         | Total        | Pos.         | Arco        | Corda       | Maças       | Fita        | Total       | Pos.        |
| --------------- | ------------------- | ------------ | ------------ | ------------ | ------------ | ------------ | ------------ | ----------- | ----------- | ----------- | ----------- | ----------- | ----------- |
| Naazmi Johnston | Individual feminina | 15.300       | 14.075       | 14.825       | 14.800       | 59.000       | 22           | Não avançou | Não avançou | Não avançou | Não avançou | Não avançou | Não avançou |

### Ginástica de trampolim
| Atleta     | Prova               | Eliminatórias | Eliminatórias | Final       | Final       |
| Atleta     | Prova               | Pontos        | Pos.          | Pontos      | Pos.        |
| ---------- | ------------------- | ------------- | ------------- | ----------- | ----------- |
| Ben Wilden | Trampolim masculino | 67.10         | 13            | Não avançou | Não avançou |

### Halterofilismo
| Atleta         | Prova             | Arranque  | Arranque | Arremesso | Arremesso | Total  | Pos. |
| Atleta         | Prova             | Resultado | Pos.     | Resultado | Pos.      | Total  | Pos. |
| -------------- | ----------------- | --------- | -------- | --------- | --------- | ------ | ---- |
| Damon Kelly    | +105 kg masculino | 165 kg    | 11       | 221 kg    | 9         | 386 kg | 9    |
| Deborah Lovely | +75 kg feminino   | 113 kg    | 8        | 135 kg    | 8         | 248 kg | 8    |

### Hipismo
Adestramento
| Hayley Beresford                          | Remlampago                                | Individual | 65.583 | 26 | 66.320      | 19          | Não avançou | Não avançou | Não avançou | Não avançou |  |  |
| Kristy Oatley                             | Quando Quando                             | Individual | 65.750 | 25 | 66.080      | 20          | Não avançou | Não avançou | Não avançou | Não avançou |  |  |
| Heath Ryan                                | Greenoaks Dundee                          | Individual | 62.541 | 35 | Não avançou | Não avançou | Não avançou | Não avançou | Não avançou | Não avançou |  |  |
| Hayley Beresford Kristy Oatley Heath Ryan | Remlampago Quando Quando Greenoaks Dundee | Equipes    | 64.625 | 8  |             |             |             |             |             |             |  |  |

Concurso Completo de Equitação
| Atleta                                                                     | Cavalo                                                                  | Prova      | Adestramento | Adestramento | Cross-country | Cross-country | Saltos       | Saltos       | Saltos      | Saltos      | Total       | Total            |
| Atleta                                                                     | Cavalo                                                                  | Prova      | Adestramento | Adestramento | Cross-country | Cross-country | Qualificação | Qualificação | Final       | Final       | Total       | Total            |
| Atleta                                                                     | Cavalo                                                                  | Prova      | Penalidades  | Pos.         | Penalidades   | Pos.          | Penalidades  | Pos.         | Penalidades | Pos.        | Penalidades | Pos.             |
| -------------------------------------------------------------------------- | ----------------------------------------------------------------------- | ---------- | ------------ | ------------ | ------------- | ------------- | ------------ | ------------ | ----------- | ----------- | ----------- | ---------------- |
| Clayton Fredericks                                                         | Ben Along Time                                                          | Individual | 37.00        | 6            | 16.40         | 11            | 4            | 17           | 4           | 11          | 61.40       | 7                |
| Lucinda Fredericks                                                         | Headley Britannia                                                       | Individual | 30.40        | 1            | 27.20         | 31            | 2            | 12           | Não avançou | Não avançou | 59.60       | 26               |
| Sonja Johnson                                                              | Ringwould Jaguar                                                        | Individual | 45.20        | 23           | 13.60         | 6             | 0            | 1            | 8           | 19          | 66.80       | 10               |
| Megan Jones                                                                | Irish Jester                                                            | Individual | 35.40        | 4            | 15.60         | 9             | 4            | 17           | 4           | 11          | 59.00       | 4                |
| Shane Rose                                                                 | All Luck                                                                | Individual | 53.30        | 46           | 9.20          | 1             | 8            | 30           | Não avançou | Não avançou | 70.50       | 27               |
| Clayton Fredericks Lucinda Fredericks Sonja Johnson Megan Jones Shane Rose | Ben Along Time Headley Britannia Ringwould Jaguar Irish Jester All Luck | Equipes    | 102.80       | 1            | 59.20         | 3             | 9.20         | 2            |             |             | 171.20      | Medalha de prata |

Saltos
Individual
| Atleta           | Cavalo          | Prova      | 1ª rodada   | 1ª rodada | 2ª rodada   | 2ª rodada | 2ª rodada | 3ª rodada   | 3ª rodada | 3ª rodada | Final       | Final    | Final       | Final       | Final       | Final       |
| Atleta           | Cavalo          | Prova      | 1ª rodada   | 1ª rodada | 2ª rodada   | 2ª rodada | 2ª rodada | 3ª rodada   | 3ª rodada | 3ª rodada | Rodada A    | Rodada A | Rodada B    | Rodada B    | Total       | Total       |
| Atleta           | Cavalo          | Prova      | Penalidades | Pos.      | Penalidades | Total     | Pos.      | Penalidades | Total     | Pos.      | Penalidades | Pos.     | Penalidades | Pos.        | Penalidades | Pos.        |
| ---------------- | --------------- | ---------- | ----------- | --------- | ----------- | --------- | --------- | ----------- | --------- | --------- | ----------- | -------- | ----------- | ----------- | ----------- | ----------- |
| Edwina Alexander | Itot Du Chateau | Individual | 4           | 30        | 0           | 4         | 8         | 0           | 4         | 2         | 4           | 11       | 4           | 10          | 8           | 10          |
| Laurie Lever     | Dan Drossel     | Individual | 1           | 14        | 16          | 17        | 37        | 4           | 21        | 29        | 8           | 23       | Não avançou | Não avançou | Não avançou | Não avançou |
| Matt Williams    | Leconte         | Individual | 4           | 30        | 4           | 8         | 16        | 17          | 25        | 36        | 4           | 11       | 20          | 21          | 24          | 21          |

Equipe
| Atleta                                                    | Cavalo                                    | Prova   | Ronda de Qualificação | Ronda de Qualificação | Final 1     | Final 1 | Final 2     | Final 2           | Final 2 |
| Atleta                                                    | Cavalo                                    | Prova   | Penalidades           | Pos.                  | Penalidades | Pos.    | Penalidades | Total Penalidades | Pos.    |
| --------------------------------------------------------- | ----------------------------------------- | ------- | --------------------- | --------------------- | ----------- | ------- | ----------- | ----------------- | ------- |
| Edwina Alexander Laurie Lever Peter McMahon Matt Williams | Itot Du Chateau Dan Drossel Genoa Leconte | Equipes | 9                     | 8                     | 20          | 8       | 21          | 41                | 9       |

### Hóquei sobre a grama
Masculino
| Equipe | Fase de grupos                                                                                               | Fase de grupos | Segunda fase           | Final                                       | Pos.              |
| Equipe | Adversário e resultado                                                                                       | Pos.           | Adversário e resultado | Adversário e resultado                      | Pos.              |
| --- | --- | -------------- | ---------------------- | ------------------------------------------- | ----------------- |
| Des Abbott Travis Brooks Kiel Brown Liam De Young Luke Doerner Jamie Dwyer Bevan George David Guest Rob Hammond Fergus Kavanagh Mark Knowles Stephen Lambert Eli Matheson Eddie Ockenden Grant Schubert Matthew Wells | CAN Canadá V 6-1 RSA África do Sul V 0-10 PAK Paquistão V 1-3 NED Países Baixos E 2-2 GBR Grã-Bretanha V 3-3 | 2º (gr. B)     | ESP Espanha D 3-2      | Disputa do 3º lugar NED Países Baixos V 2-6 | Medalha de bronze |

Feminino
| Equipe | Fase de grupos                                                                                            | Fase de grupos | Segunda fase                               | Final                  | Pos. |
| Equipe | Adversário e resultado                                                                                    | Pos.           | Adversário e resultado                     | Adversário e resultado | Pos. |
| --- | --- | -------------- | ------------------------------------------ | ---------------------- | ---- |
| Nicole Arrold Teneal Attard Madonna Blyth Casey Eastham Emily Halliday Kate Hollywood Nikki Hudson Rachel Imison Fiona Johnson Angie Lambert Kobie McGurk Hope Munro Megan Rivers Kim Walker Melanie Wells Sarah Young | KOR Coreia do Sul V 5-4 ESP Espanha V 6-1 RSA África do Sul V 0-3 NED Países Baixos D 1-2 CHN China E 2-2 | 3º (gr. A)     | Decisão do 5º lugar GBR Grã-Bretanha V 2-0 | Não avançou            | 5º   |

### Judô
| Matthew D'Aquino   | −60 kg masculino  | GRE L. Alexandis D 0000-1000     | Não avançou                    | Não avançou                    | Não avançou                        | Não avançou                     | Não avançou |             |             |
| Steven Brown       | −66 kg masculino  | ALG M. Benamadi D 0000-1010      | Não avançou                    | Não avançou                    | Não avançou                        | Não avançou                     | Não avançou |             |             |
| Dennis Iverson     | −73 kg masculino  | TUR S. Huysuz D 0000-1000        | Não avançou                    | Não avançou                    | Não avançou                        | Não avançou                     | Não avançou |             |             |
| Mark Anthony       | −81 kg masculino  | COL M. Valles D 0000-1010        | Não avançou                    | Não avançou                    | Não avançou                        | Não avançou                     | Não avançou |             |             |
| Daniel Kelly       | −90 kg masculino  | JPN H. Izumi D 0000-0010         | Não avançou                    | Não avançou                    | Não avançou                        | Não avançou                     | Não avançou |             |             |
| Matt Celotti       | −100 kg masculino | CUB O. Despaigne D 0000-0010     | Não avançou                    | Não avançou                    | Não avançou                        | Não avançou                     | Não avançou |             |             |
| Semir Pepic        | +100 kg masculino | KAZ Y. Ikhsangaliyev D 0000-0020 | Não avançou                    | Não avançou                    | Não avançou                        | Não avançou                     | Não avançou |             |             |
| Tiffany Day        | −48 kg feminino   | ARG Paula Pareto D 0000-1000     | Não avançou                    | Não avançou                    | Não avançou                        | Não avançou                     | Não avançou |             |             |
| Kristie-Anne Ryder | −52 kg feminino   | BEL Ilse Heylen D 0000-1000      | Não avançou                    | Não avançou                    | Não avançou                        | Não avançou                     | Não avançou |             |             |
| Maria Pekli        | −57 kg feminino   | Bye                              | HUN B. Baczko V 0101-0100      | TUN Nesria Jelassi V 1011-0000 | ITA Giulia Quintavalle D 0002-0010 | BRA Ketleyn Quadros D 0000-1000 | Não avançou |             |             |
| Catherine Arlove   | −63 kg feminino   | ARG D. Krukower D 0000-1000      | Não avançou                    | Não avançou                    | Não avançou                        | Não avançou                     | Não avançou |             |             |
| Stephanie Grant    | −78 kg feminino   | CAN M. Levesque D 0000-1000      | Não avançou                    | Não avançou                    | Não avançou                        | Não avançou                     | Não avançou |             |             |
| Janelle Shepherd   | +78 kg feminino   | ITA M. Torrenti V 0001-0000      | GER S.Zuckschwerdt V 0110-0000 | CUB Idalys Ortiz D 0000-1000   | Não avançou                        | Não avançou                     | Não avançou | Não avançou | Não avançou |

### Lutas
| Atleta           | Prova               | Qualificação             | 1/8 final              | Quartos-finais         | Semifinais             | Final                  |
| Atleta           | Prova               | Adversário e resultado   | Adversário e resultado | Adversário e resultado | Adversário e resultado | Adversário e resultado |
| ---------------- | ------------------- | ------------------------ | ---------------------- | ---------------------- | ---------------------- | ---------------------- |
| Ali Abdo         | −74 kg masculino    | TUR A. Gulhan D 0-3      | Não avançou            | Não avançou            | Não avançou            | Não avançou            |
| Sandeep Kumar    | −84 kg masculino    | TJK Y. Abdusalomov D 0-3 | Não avançou            | Não avançou            | Não avançou            | Não avançou            |
| Kyla Bremner     | −48 kg feminino     | KOR Hyung-Joo Kim D 0-3  | Não avançou            | Não avançou            | Não avançou            | Não avançou            |
| Hassan Shahsavan | −74 kg greco-romana | KAZ R. Melyoshin D 1-3   | Não avançou            | Não avançou            | Não avançou            | Não avançou            |

### Nado sincronizado
| Atleta | Prova   | Classificatórias    | Classificatórias    | Classificatórias   | Classificatórias   | Classificatórias | Classificatórias | Fase final          | Fase final          | Fase final         | Fase final         | Fase final      | Fase final  |
| Atleta | Prova   | Rotina técnica(50%) | Rotina técnica(50%) | Rotina livre (50%) | Rotina livre (50%) | Total de pontos  | Pos.             | Rotina técnica(50%) | Rotina técnica(50%) | Rotina livre (50%) | Rotina livre (50%) | Total de pontos | Pos.        |
| Atleta | Prova   | Pontos              | Pos.                | Pontos             | Pos.               | Total de pontos  | Pos.             | Pontos              | Pos.                | Pontos             | Pos.               | Total de pontos | Pos.        |
| --- | ------- | ------------------- | ------------------- | ------------------ | ------------------ | ---------------- | ---------------- | ------------------- | ------------------- | ------------------ | ------------------ | --------------- | ----------- |
| Myriam Glez Erika Leal-Ramirez                                                                                                   | Dueto   | 82.500              | 21                  | 83.167             | 21                 | 82.834           | 21               | Não avançou         | Não avançou         | Não avançou        | Não avançou        | Não avançou     | Não avançou |
| Eloise Amberger Coral Bentley Sarah Bombell Tamika Domrow Myriam Glez Erika Leal-Ramirez Tarren Otte Samantha Reid Bethany Walsh | Equipes | 40.417              | 7                   |                    |                    |                  |                  | 80.834              | 7                   | 83.500             | 7                  | 82.167          | 7           |

### Natação
Masculino
| Atleta | Prova                  | Eliminatórias                                  | Eliminatórias | Semifinal   | Semifinal   | Final                                              | Final             |
| Atleta | Prova                  | Tempo                                          | Pos.          | Tempo       | Pos.        | Tempo                                              | Pos.              |
| --- | ---------------------- | ---------------------------------------------- | ------------- | ----------- | ----------- | -------------------------------------------------- | ----------------- |
| Leith Brodie | 200 m medley           | 1:59.96                                        | 15 Q          | 2:00.57     | 14          | Não avançou                                        | Não avançou       |
| Ashley Callus | 50 m livre             | 22.11                                          | 13 Q          | 21.68       | 3 Q         | 21.62                                              | 5                 |
| Ashley Delaney | 100 m costas           | 54.08                                          | 9 Q           | 53.76       | 8 Q         | 53.31                                              | 5                 |
| Ashley Delaney | 200 m costas           | 1:57.87                                        | 9 Q           | 1:57.73     | 10          | Não avançou                                        | Não avançou       |
| Grant Hackett | 400 m livre            | 3:44.03                                        | 5 Q           |             |             | 3:43.84                                            | 6                 |
| Grant Hackett | 1500 m livre           | 14:38.92                                       | 1 Q           |             |             | 14:41.53                                           | Medalha de prata  |
| Ky Hurst | 10 km                  |                                                |               |             |             | 1:52:13.7                                          | 11                |
| Andrew Lauterstein | 100 m borboleta        | 51.37                                          | 6 Q           | 51.27       | 3 Q         | 51.12                                              | Medalha de bronze |
| Kenrick Monk | 200 m livre            | 1:48.17                                        | 22            | Não avançou | Não avançou | Não avançou                                        | Não avançou       |
| Travis Nederpelt | 200 m borboleta        | 1:56.64                                        | 18            | Não avançou | Não avançou | Não avançou                                        | Não avançou       |
| Travis Nederpelt | 400 m medley masculino | 4:15.37                                        | 14            |             |             | Não avançou                                        | Não avançou       |
| Adam Pine | 100 m borboleta        | 52.07                                          | 17            | Não avançou | Não avançou | Não avançou                                        | Não avançou       |
| Brenton Rickard | 100 m peito            | 59.89                                          | 4 Q           | 59.65       | 3 Q         | 59.74                                              | 5                 |
| Brenton Rickard | 200 m peito            | 2:11.00                                        | 13 Q          | 2:09.72     | 4 Q         | 2:08.88                                            | Medalha de prata  |
| Christian Sprenger | 100 m peito            | 1:00.36                                        | 10 Q          | 1:00.76     | 14          | Não avançou                                        | Não avançou       |
| Christian Sprenger | 200 m peito            | 2:12.56                                        | 26            | Não avançou | Não avançou | Não avançou                                        | Não avançou       |
| Nicholas Sprenger | 200 m livre            | 1:47.64                                        | 12 Q          | 1:47.80     | 12          | Não avançou                                        | Não avançou       |
| Craig Stevens | 400 m livre            | 3:50.22                                        | 25            |             |             | Não avançou                                        | Não avançou       |
| Craig Stevens | 1500 m livre           | 15:04.82                                       | 15            |             |             | Não avançou                                        | Não avançou       |
| Hayden Stoeckel | 100 m costas           | 53.93                                          | 7 Q           | 52.97       | 1 Q         | 53.18                                              | Medalha de bronze |
| Hayden Stoeckel | 200 m costas           | 1:57.15                                        | 6 Q           | 1:56.73     | 7 Q         | 1:56.39                                            | 6                 |
| Eamon Sullivan | 50 m livre             | 21.79                                          | 7 Q           | 21.75       | 6 Q         | 21.65                                              | 6                 |
| Eamon Sullivan | 100 m livre            | 47.80                                          | 1 Q           | 47.05 (RM)  | 1 Q         | 47.32                                              | Medalha de prata  |
| Matt Targett | 100 m livre            | 48.40                                          | 11 Q          | 47.88       | 4 Q         | 48.20                                              | 7                 |
| Leith Brodie Ashley Callus Andrew Lauterstein Patrick Murphy Eamon Sullivan Matt Targett                                   | 4x100 m livre          | 3:12.41 (Lauterstein, Brodie, Murphy, Targett) | 3 Q           |             |             | 3:09.91 (Sullivan, Lauterstein, Callus, Targett)   | Medalha de bronze |
| Grant Brits Leith Brodie Nicholas Ffrost Grant Hackett Patrick Murphy Kirk Palmer                                          | 4x200 m livre          | 7:08.41 (Ffrost, Brits, Palmer, Brodie)        | 6 Q           |             |             | 7:04.98 (Murphy, Hackett, Brits, Ffrost)           | Medalha de bronze |
| Ashley Delaney Andrew Lauterstein Adam Pine Brenton Rickard Christian Sprenger Hayden Stoeckel Eamon Sullivan Matt Targett | 4x100 m medley         | 3:32.76 (Delaney, Sprenger, Pine, Targett)     | 2 Q           |             |             | 3:30.04 (Stoeckel, Rickard, Lauterstein, Sullivan) | Medalha de prata  |

Feminino
| Atleta | Prova           | Eliminatórias                                      | Eliminatórias | Semifinal | Semifinal | Final                                            | Final             |
| Atleta | Prova           | Tempo                                              | Pos.          | Tempo     | Pos.      | Tempo                                            | Pos.              |
| --- | --------------- | -------------------------------------------------- | ------------- | --------- | --------- | ------------------------------------------------ | ----------------- |
| Bronte Barratt | 200 m livre     | 1:57.75                                            | 10 Q          | 1:57.55   | 5 Q       | 1:57.83                                          | 7                 |
| Bronte Barratt | 400 m livre     | 4:04.16                                            | 5 Q           |           |           | 4:05.05                                          | 7                 |
| Cate Campbell | 50 m livre      | 24.20                                              | 1 Q           | 24.42     | 2 Q       | 24.17                                            | Medalha de bronze |
| Cate Campbell | 100 m livre     | 54.55                                              | 13 Q          | 54.54     | 10        | Não avançou                                      | Não avançou       |
| Alicia Coutts | 200 m medley    | 2:11.55                                            | 1 Q           | 2:12.03   | 5 Q       | 2:11.43                                          | 5                 |
| Sophie Edington | 100 m costas    | 1:00.65                                            | 14 Q          | 1:01.05   | 13        | Não avançou                                      | Não avançou       |
| Sally Foster | 200 m peito     | 2:25.54                                            | 10 Q          | 2:26.33   | 9         | Não avançou                                      | Não avançou       |
| Melissa Gorman | 800 m freestyle | 8:32.34                                            | 17            |           |           | Não avançou                                      | Não avançou       |
| Melissa Gorman | 10 km           |                                                    |               |           |           | 2:00:33.6                                        | 15                |
| Samantha Hamill | 400 m medley    | 4:41.89                                            | 22            |           |           | Não avançou                                      | Não avançou       |
| Samantha Hamill | 200 m borboleta | 2:08.83                                            | 13 Q          | 2:09.58   | 12        | Não avançou                                      | Não avançou       |
| Belinda Hocking | 200 m costas    | 2:09.54                                            | 11 Q          | 2:08.80   | 6 Q       | 2:10.12                                          | 8                 |
| Leisel Jones | 100 m peito     | 1:05.64                                            | 1 Q           | 1:05.80   | 1 Q       | 1:05.17                                          | Medalha de ouro   |
| Leisel Jones | 200 m peito     | 2:23.81                                            | 2 Q           | 2:23.04   | 2 Q       | 2:22.05                                          | Medalha de prata  |
| Linda MacKenzie | 200 m livre     | 1:57.96                                            | 12 Q          | 1:58.19   | 12        | Não avançou                                      | Não avançou       |
| Linda MacKenzie | 400 m livre     | 4:05.91                                            | 10            |           |           | Não avançou                                      | Não avançou       |
| Meagen Nay | 200 m costas    | 2:08.79                                            | 3 Q           | 2:08.09   | 3 Q       | 2:08.84                                          | 7                 |
| Kylie Palmer | 800 m freestyle | 8:22.81                                            | 5 Q           |           |           | 8:26.39                                          | 6                 |
| Stephanie Rice | 200 m medley    | 2:12.07                                            | 6 Q           | 2:10.58   | 2 Q       | 2:08.45 (RM)                                     | Medalha de ouro   |
| Stephanie Rice | 400 m medley    | 4:35.11                                            | 3 Q           |           |           | 4:29.45 (RM)                                     | Medalha de ouro   |
| Emily Seebohm | 100 m costas    | 1:00.27                                            | 9 Q           | 1:00.31   | 9         | Não avançou                                      | Não avançou       |
| Jessicah Schipper | 100 m borboleta | 57.58                                              | 1 Q           | 57.43     | 3 Q       | 57.25                                            | Medalha de bronze |
| Jessicah Schipper | 200 m borboleta | 2:08.11                                            | 11 Q          | 2:06.34   | 2 Q       | 2:06.26                                          | Medalha de bronze |
| Libby Trickett | 50 m livre      | 24.67                                              | 4 Q           | 24.47     | 5 Q       | 24.25                                            | 4                 |
| Libby Trickett | 100 m livre     | 53.99                                              | 6 Q           | 54.10     | 8 Q       | 53.16                                            | Medalha de prata  |
| Libby Trickett | 100 m borboleta | 58.37                                              | 12 Q          | 57.05     | 1 Q       | 56.73                                            | Medalha de ouro   |
| Tarnee White | 100 m peito     | 1:07.83                                            | 7 Q           | 1:07.48   | 4 Q       | 1:07.63                                          | 6                 |
| Cate Campbell Alice Mills Shayne Reese Melanie Schlanger Libby Trickett                                                      | 4x100 m livre   | 3:37.81 (Campbell, Mills, Schlanger, Reese)        | 6 Q           |           |           | 3:35.05 (Campbell, Mills, Schlanger, Trickett)   | Medalha de bronze |
| Angie Bainbridge Bronte Barratt Lara Davenport Felicity Galvez Linda MacKenzie Kylie Palmer Melanie Schlanger Stephanie Rice | 4x200 m livre   | 7:55.10 (Galvez, Bainbridge, Schlanger, Davenport) | 6 Q           |           |           | 7:44.31 (RM) (Rice, Barratt, Palmer, MacKenzie)  | Medalha de ouro   |
| Felicity Galvez Liesel Jones Shayne Reese Jessicah Schipper Emily Seebohm Lisbeth Trickett Tarnee White                      | 4x100 m medley  | 3:57.94 (Seebohm, White, Galvez Reese)             | 1 Q           |           |           | 3.52.69 (RM) (Seebohm, Jones, Schipper Trickett) | Medalha de ouro   |

### Pentatlo moderno
| Atleta      | Prova    | Tiro   | Tiro | Esgrima  | Esgrima | Natação | Natação | Hipismo | Hipismo | Corrida  | Corrida | Total | Pos |
| Atleta      | Prova    | Pontos | PPM  | Vitórias | PPM     | Tempo   | PPM     | Pontos  | PPM     | Tempo    | PPM     | Total | Pos |
| ----------- | -------- | ------ | ---- | -------- | ------- | ------- | ------- | ------- | ------- | -------- | ------- | ----- | --- |
| Angie Darby | feminino | 164    | 904  | 12       | 688     | 2:35.59 | 1056    | 67.23   | 1172    | 11:21.96 | 996     | 4816  | 35  |

### Polo aquático
Masculino
| Equipe | Fase de Grupos                                                                                | Fase de Grupos | Quartas-de-final       | Disputa do 5º ao 12º lugares                                          | Semifinal              | Final                  | Pos. |
| Equipe | Adversário e resultado                                                                        | Pos.           | Adversário e resultado | Adversário e resultado                                                | Adversário e resultado | Adversário e resultado | Pos. |
| --- | --------------------------------------------------------------------------------------------- | -------------- | ---------------------- | --------------------------------------------------------------------- | ---------------------- | ---------------------- | ---- |
| Jamie Beadsworth Richie Campbell Pietro Figlioli Trent Franklin Rhys Howden Robert Maitland Anthony Martin Sam McGregor Tim Neesham James Stanton Rafael Sterk Thomas Whalan Gavin Woods | GRE Grécia V 12-8 ESP Espanha D 9-8 CAN Canadá V 8-5 HUN Hungria D 12-13 MNE Montenegro E 5-5 | 4º (gr. A)     | Não avançou            | Class. 7º-10º ITA Itália V 17-16 Decisão do 7º lugar GRE Grécia D 8-9 | Não avançou            | Não avançou            | 8º   |

Feminino
| Equipe | Fase de Grupos                                              | Fase de Grupos | Quartas-de-final       | Semifinal                | Final                                  | Pos.              |
| Equipe | Adversário e resultado                                      | Pos.           | Adversário e resultado | Adversário e resultado   | Adversário e resultado                 | Pos.              |
| --- | ----------------------------------------------------------- | -------------- | ---------------------- | ------------------------ | -------------------------------------- | ----------------- |
| Gemma Beadsworth Nikita Cuffe Suzie Fraser Taniele Gofers Kate Gynther Amy Hetzel Bronwen Knox Emma Knox Alicia McCormack Melissa Rippon Rebecca Rippon Mia Santoromito Jenna Santoromito | GRE Grécia D 6-8 HUN Hungria E 7-7 NED Países Baixos V 9-10 | 2º (gr. B)     | CHN China V 12-11      | USA Estados Unidos D 9-8 | Decisão do 3º lugar HUN Hungria V 12-1 | Medalha de bronze |

### Remo
| Atleta(s) | Prova                      | Eliminatórias | Eliminatórias | Quartos-finais Repescagem | Quartos-finais Repescagem | Semifinal | Semifinal | Final   | Final            |
| Atleta(s) | Prova                      | Tempo         | Pos.          | Tempo                     | Pos.                      | Tempo     | Pos.      | Tempo   | Pos.             |
| --- | -------------------------- | ------------- | ------------- | ------------------------- | ------------------------- | --------- | --------- | ------- | ---------------- |
| Peter Hardcastle | Skiff simples masculino    | 7:17.74       | 2 Q           | 7:00.09                   | 3 Q                       | 7:32.79   | 12        | 7:27.34 | 12 (6º Final B)  |
| Duncan Free Drew Ginn | Dois sem masculino         | 6:41.15       | 1 Q           |                           |                           | 6:34.29   | 1 Q       | 6:37.44 | Medalha de ouro  |
| Scott Brennan David Crawshay                                                                                                | Skiff duplo masculino      | 6:21.39       | 1 Q           |                           |                           | 6:21.50   | 1 Q       | 6:27.77 | Medalha de ouro  |
| Samuel Beltz Tom Gibson | Skiff duplo leve masculino | 6:19.15       | 3 R           | 6:42.42                   | 2 Q                       | 6:32.32   | 5         | 6:30.11 | 10 (4º Final B)  |
| Francis Hegerty James Marburg Cameron McKenzie-McHarg Matt Ryan                                                             | Quatro sem masculino       | 6:00.40       | 1 Q           |                           |                           | 5:56.20   | 2 Q       | 6:07.85 | Medalha de prata |
| Brendan Long James McRae Chris Morgan Daniel Noonan                                                                         | Skiff quádruplo masculino  | 5:36.20       | 1 Q           |                           |                           | 5:52.93   | 4 Q       | 5:44.68 | 4                |
| James Chapman Sam Conrad David Dennis Tom Laurich Samuel Loch Marty Rabjohns Jeremy Stevenson Stephen Stewart James Tomkins | Oito com masculino         | 6:55:59       | 4 R           | 5:40.31                   | 2 Q                       |           |           | 6:35:10 | 6                |
| Rod Chisholm Ben Cureton Anthony Edwards Todd Skipworth                                                                     | Quatro sem leve masculino  | 5:55.18       | 3 Q           |                           |                           | 6:12.38   | 7         | 6:05.26 | 9 (3º Final B)   |
| Pippa Savage | Skiff simples feminino     | 7:57.95       | 2 Q           | 7:34.03                   | 3 Q                       | 7:43.98   | 8         | 7:53.43 | 10 (4º Final B)  |
| Sarah Cook Kim Crow | Dois sem feminino          | 7:44.04       | 4 R           | 7:38.48                   | 3                         |           |           | 7:40.93 | 10 (4º Final B)  |
| Sonia Mills Catriona Sens                                                                                                   | Skiff duplo feminino       | 7:13.25       | 4 R           | 7:04.30                   | 3                         |           |           | 7:19.73 | 8 (2º Final B)   |
| Amber Halliday Marguerite Houston                                                                                           | Skiff duplo leve feminino  | 6:53.23       | 2 Q           |                           |                           | 7:13.80   | 9         | 7:07.17 | 8 (2º Final B)   |
| Amber Bradley Kerry Hore Amy Ives Zoe Uphill                                                                                | Skiff quádruplo feminino   | 6:20.95       | 4 R           | 6:41.39                   | 3 Q                       |           |           | 6:30.05 | 6                |
| Natalie Bale Pauline Frasca Sarah Heard Kate Hornsey Sally Kehoe Elizabeth Kell Elizabeth Patrick Brooke Pratley Sarah Tait | Oito com feminino          | 6:07.93       | 3 R           | 6:14.45                   | 4 Q                       |           |           | 6:14.22 | 6                |

### Saltos ornamentais
| Matthew Mitcham                | Trampolim 3 m individual masculino     | 439.85 | 15 Q | 427.45 | 16   | Não avançou | Não avançou      |             |             |             |             |
| Matthew Mitcham                | Plataforma 10 m individual masculino   | 509.60 | 2 Q  | 532.20 | 2 Q  | 537         | Medalha de ouro  |             |             |             |             |
| Robert Newbery                 | Trampolim 3 m individual masculino     | 465.15 | 6 Q  | 460.35 | 11 Q | 461.05      | 9                |             |             |             |             |
| Mathew Helm                    | Plataforma 10 m individual masculino   | 484.40 | 5 Q  | 485.20 | 6 Q  | 467.70      | 6                |             |             |             |             |
| Robert Newbery Scott Robertson | Trampolim 3 m sincronizado masculino   |        |      |        |      | 393.60      | 8                |             |             |             |             |
| Mathew Helm Robert Newbery     | Plataforma 10 m sincronizado masculino |        |      |        |      | 444.84      | 4                |             |             |             |             |
| Chantelle Newbery              | Trampolim 3 m individual feminino      | 284.85 | 15 Q | 294.45 | 14   | Não avançou | Não avançou      | Não avançou | Não avançou | Não avançou | Não avançou |
| Sharleen Stratton              | Trampolim 3 m individual feminino      | 288.00 | 13 Q | 325.90 | 8 Q  | 331.00      | 7                |             |             |             |             |
| Alex Croak                     | Plataforma 10 m individual feminino    | 383.75 | 4 Q  | 250.30 | 18   | Não avançou | Não avançou      |             |             |             |             |
| Melissa Wu                     | Plataforma 10 m individual feminino    | 340.35 | 8 Q  | 331.35 | 8 Q  | 338.15      | 6                |             |             |             |             |
| Briony Cole Sharleen Stratton  | Trampolim 3 m sincronizado feminino    |        |      |        |      | 311.34      | 5                |             |             |             |             |
| Briony Cole Melissa Wu         | Plataforma 10 m sincronizado feminino  |        |      |        |      | 335.16      | Medalha de prata |             |             |             |             |

### Softbol
Feminino
| Equipe | Primeira fase | Primeira fase | Semifinal              | Final                  | Pos.              |
| Equipe | Adversário e resultado | Pos.          | Adversário e resultado | Adversário e resultado | Pos.              |
| --- | --- | ------------- | ---------------------- | ---------------------- | ----------------- |
| Jodie Bowering Kylie Cronk Kelly Hardie Tanya Harding Sandy Lewis Simmone Morrow Tracey Mosley Stacey Porter Melanie Roche Justine Smethurst Danielle Stewart Natalie Titcume Natalie Ward Belinda Wright Kerry Wyborn | JPN Japão D 3–4 USA Estados Unidos D 0–3 CHN China V 3–1 TPE Taipé Chinês V 3–1 NED Países Baixos V 8–0 CAN Canadá V 4–0 VEN Venezuela V 9–2 | 3º            | CAN Canadá V 5–3       | Não avançou            | Medalha de bronze |
| Jodie Bowering Kylie Cronk Kelly Hardie Tanya Harding Sandy Lewis Simmone Morrow Tracey Mosley Stacey Porter Melanie Roche Justine Smethurst Danielle Stewart Natalie Titcume Natalie Ward Belinda Wright Kerry Wyborn | JPN Japão D 3–4 USA Estados Unidos D 0–3 CHN China V 3–1 TPE Taipé Chinês V 3–1 NED Países Baixos V 8–0 CAN Canadá V 4–0 VEN Venezuela V 9–2 | 3º            | Decisão do bronze      | Não avançou            | Medalha de bronze |
| Jodie Bowering Kylie Cronk Kelly Hardie Tanya Harding Sandy Lewis Simmone Morrow Tracey Mosley Stacey Porter Melanie Roche Justine Smethurst Danielle Stewart Natalie Titcume Natalie Ward Belinda Wright Kerry Wyborn | JPN Japão D 3–4 USA Estados Unidos D 0–3 CHN China V 3–1 TPE Taipé Chinês V 3–1 NED Países Baixos V 8–0 CAN Canadá V 4–0 VEN Venezuela V 9–2 | 3º            | Adversário e resultado | Não avançou            | Medalha de bronze |
| Jodie Bowering Kylie Cronk Kelly Hardie Tanya Harding Sandy Lewis Simmone Morrow Tracey Mosley Stacey Porter Melanie Roche Justine Smethurst Danielle Stewart Natalie Titcume Natalie Ward Belinda Wright Kerry Wyborn | JPN Japão D 3–4 USA Estados Unidos D 0–3 CHN China V 3–1 TPE Taipé Chinês V 3–1 NED Países Baixos V 8–0 CAN Canadá V 4–0 VEN Venezuela V 9–2 | 3º            | JPN Japão D 3–4        | Não avançou            | Medalha de bronze |

### Taekwondo
| Ryan Carneli  | −58 kg masculino | PHI T. Go V 1-0                                           | THA C. Khawlaor D 0-2  | Não avançou | Não avançou          | Não avançou          | Não avançou | Não avançou | Não avançou | Não avançou | Não avançou | Não avançou | Não avançou | Não avançou |
| Burak Hasan   | −68 kg masculino | PER P. Lopez D 1-3                                        | Não avançou            | Não avançou | Não avançou          | Não avançou          | Não avançou | Não avançou | Não avançou | Não avançou | Não avançou | Não avançou | Não avançou |             |
| Tina Morgan   | −67 kg feminino  | CAN Karine Sergerie E 0-0 (SUP: venceu por superioridade) | Não avançou            | Não avançou | ARG V. Sánchez V 9-2 | FRA G. Épangue D 1-4 | Não avançou |             |             |             |             |             |             |             |
| Carmen Marton | +67 kg feminino  | ECU L. Benitez V 2-0                                      | BRA N. Falavigna D 2-5 | Não avançou | Não avançou          | Não avançou          | Não avançou | Não avançou | Não avançou | Não avançou | Não avançou | Não avançou | Não avançou | Não avançou |

### Tênis
| Chris Guccione                | Simples masculino | USA J Blake D 3-6 6-7(3-7)        | Não avançou                               | Não avançou                                          | Não avançou                   | Não avançou | Não avançou | Não avançou | Não avançou | Não avançou | Não avançou | Não avançou | Não avançou |             |
| Lleyton Hewitt                | Simples masculino | SWE J Bjorkman V 7-5 7-6(7-2)     | ESP R Nadal D 1-6 2-6                     | Não avançou                                          | Não avançou                   | Não avançou | Não avançou | Não avançou | Não avançou | Não avançou | Não avançou | Não avançou |             |             |
| Chris Guccione Lleyton Hewitt | Duplas masculinas |                                   | ARG A Calleri J Monaco V 4-, 7-6(4) 18-16 | ESP R Nadal T Robredo V 6-2 7-6(5)                   | USA B Bryan M Bryan D 4-6 3-6 | Não avançou | Não avançou | Não avançou | Não avançou | Não avançou | Não avançou | Não avançou | Não avançou | Não avançou |
| Paul Hanley Jordan Kerr       | Duplas masculinas |                                   | SWE S Aspelin T Johansson D 6(7)-7 3-6    | Não avançou                                          | Não avançou                   | Não avançou | Não avançou | Não avançou | Não avançou | Não avançou | Não avançou | Não avançou | Não avançou |             |
| Casey Dellacqua               | Simples feminino  | ARG G Dulko V 6-3 6-4             | BLR V Azarenka D 2-6 2-6                  | Não avançou                                          | Não avançou                   | Não avançou | Não avançou | Não avançou | Não avançou | Não avançou | Não avançou | Não avançou |             |             |
| Alicia Molik                  | Simples feminino  | ESP MJ Martinez Sanchez D 1-6 1-6 | Não avançou                               | Não avançou                                          | Não avançou                   | Não avançou | Não avançou | Não avançou | Não avançou | Não avançou | Não avançou | Não avançou | Não avançou |             |
| Samantha Stosur               | Simples feminino  | ITA S Errani V 6-3 6-2            | USA S Williams D 2-6 0-6                  | Não avançou                                          | Não avançou                   | Não avançou | Não avançou | Não avançou | Não avançou | Não avançou | Não avançou | Não avançou |             |             |
| Casey Dellacqua Alicia Molik  | Duplas femininas  |                                   | ITA F Pennetta F Schiavone D 4-6 4-6      | Não avançou                                          | Não avançou                   | Não avançou | Não avançou | Não avançou | Não avançou | Não avançou | Não avançou | Não avançou |             |             |
| Samantha Stosur Rennae Stubbs | Duplas femininas  |                                   | CZE P Kvitova L. Safarova V 6-1 6-0       | ESP A Medina Garrigues V Ruano Pascual D 6-4 4-6 4-6 | Não avançou                   | Não avançou | Não avançou | Não avançou | Não avançou | Não avançou | Não avançou | Não avançou | Não avançou |             |

### Tênis de mesa
Individual
| Kyle Davis      | Masculino | EGY Ahmed Ali Saleh D 7-11 6-11 12-10 7-11 8-11 | Não avançou                                              | Não avançou                                              | Não avançou | Não avançou | Não avançou | Não avançou |             |             |
| William Henzell | Masculino | ALG Idir Khourta V 8-11 -3 11-2 11-5 11-8       | SWE Jens Lundqvist V 15-13 11-9 8-11 5-11 12-10 11-3     | KOR Yoon Jae Young D 11-4 11-7 9-11 12-10 5-11 7-11 4-11 | Não avançou | Não avançou | Não avançou | Não avançou | Não avançou | Não avançou |
| David Zalcberg  | Masculino | VIE Doan Kien Quoc D 8-11 7-11 10-12 5-11       | Não avançou                                              | Não avançou                                              | Não avançou | Não avançou | Não avançou | Não avançou |             |             |
| Jian Fang Lay   | Feminino  | IND Aggarwal Neha V 10-12 11-8 13-11 11-8 11-4  | CRO Sandra Paovic D 11-5 9-11 10-12 -10 14-12 4-11 9-11  | Não avançou                                              | Não avançou |             | Não avançou | Não avançou |             |             |
| Miao Miao       | Feminino  | NGR Cecilia Otu Offiong V 11-7 11-5 11-5 14-12  | RUS Irina Kotikhina V 11-9 15-13 5-11 10-12 11-8 4-11 -9 | KOR Dang Ye-Seo D 3-11 -7 3-11 6-11 6-11                 | Não avançou |             | Não avançou | Não avançou |             |             |
| Stephanie Sang  | Feminino  | NGR Bose Kaffo V 11-8 10-12 11-9 11-2 11-7      | RUS Svetlana Ganina V (W.O.)                             | DOM Wu Xue D 5-11 11-13 9-11 6-11                        | Não avançou |             | Não avançou | Não avançou |             |             |

Equipes
| Prova    | Fase de Grupos          | Fase de Grupos | Semifinal              | Final                  | Medalha de Bronze      |
| Prova    | Adversário e resultado  | Pos.           | Adversário e resultado | Adversário e resultado | Adversário e resultado |
| -------- | ----------------------- | -------------- | ---------------------- | ---------------------- | ---------------------- |
| Masulino | AUT Áustria D 3-0       | 4º             | Não avançou            | Não avançou            | Não avançou            |
| Masulino | CHN China D 3-0         | 4º             | Não avançou            | Não avançou            | Não avançou            |
| Masulino | GRC Grécia D 3-0        | 4º             | Não avançou            | Não avançou            | Não avançou            |
| Feminino | JPN Japão D 3-0         | 4º             | Não avançou            | Não avançou            | Não avançou            |
| Feminino | KOR Coreia do Sul D 3-0 | 4º             | Não avançou            | Não avançou            | Não avançou            |
| Feminino | ESP Espanha D 3-0       | 4º             | Não avançou            | Não avançou            | Não avançou            |

### Tiro
| Atleta              | Prova                            | Qualificação | Qualificação | Final       | Final       | Pos.              |
| Atleta              | Prova                            | Pontos       | Pos.         | Pontos      | Total       | Pos.              |
| ------------------- | -------------------------------- | ------------ | ------------ | ----------- | ----------- | ----------------- |
| Ben Burge           | Carabina de ar 10 m masculino    | 576          | 49           | Não avançou | Não avançou | 49                |
| Ben Burge           | Carabina deitado 50 m masculino  | 588          | 40           | Não avançou | Não avançou | 40                |
| Ben Burge           | Carabina três posições masculino | 1152         | 40           | Não avançou | Não avançou | 40                |
| Matthew Inabinet    | Carabina de ar 10 m masculino    | 579          | 47           | Não avançou | Não avançou | 47                |
| Matthew Inabinet    | Carabina três posições masculino | 1141         | 45           | Não avançou | Não avançou | 45                |
| Warren Potent       | Carabina deitado 50 m masculino  | 595          | 4            | 105.5       | 700.5       | Medalha de bronze |
| David Moore         | Carabina de ar 10 m masculino    | 571          | 36           | Não avançou | Não avançou | 36                |
| David Moore         | Pistola livre 50 m masculino     | 546          | 35           | Não avançou | Não avançou | 35                |
| Daniel Repacholi    | Carabina de ar 10 m masculino    | 573          | 32           | Não avançou | Não avançou | 32                |
| Daniel Repacholi    | Pistola livre 50 m masculino     | 540          | 41           | Não avançou | Não avançou | 41                |
| Bruce Quick         | Tiro rápido 25 m masculino       | 560          | 17           | Não avançou | Não avançou | 17                |
| George Barton       | Skeet masculino                  | 116          | 17           | Não avançou | Não avançou | 17                |
| Paul Rahman         | Skeet masculino                  | 110          | 30           | Não avançou | Não avançou | 30                |
| Michael Diamond     | Fossa olímpica masculino         | 119(+3)      | 5            | 23          | 142(+2)     | 4                 |
| Craig Henwood       | Fossa olímpica masculino         | 109          | 31           | Não avançou | Não avançou | 31                |
| Russell Mark        | Fossa olímpica dublê masculino   | 136(+6)      | 6            | 45          | 181         | 5                 |
| Sue McCready        | Carabina de ar 10 m feminino     | 386          | 42           | Não avançou | Não avançou | 42                |
| Sue McCready        | Carabina três posições feminino  | 550          | 43           | Não avançou | Não avançou | 43                |
| Robyn Van Nus       | Carabina de ar 10 m feminino     | 384          | 44           | Não avançou | Não avançou | 44                |
| Robyn Van Nus       | Carabina três posições feminino  | 566          | 40           | Não avançou | Não avançou | 40                |
| Dina Aspandiyarova  | Pistola de ar 10 m feminino      | 375          | 36           | Não avançou | Não avançou | 36                |
| Dina Aspandiyarova  | Pistola livre 25 m feminino      | 571          | 33           | Não avançou | Não avançou | 33                |
| Lalita Yauhleuskaya | Pistola de ar 10 m feminino      | 381          | 18           | Não avançou | Não avançou | 18                |
| Lalita Yauhleuskaya | Pistola livre 25 m feminino      | 581          | 14           | Não avançou | Não avançou | 14                |
| Natalia Rahman      | Skeet feminino                   | 66           | 11           | Não avançou | Não avançou | 11                |
| Stacy Roiall        | Fossa olímpica feminino          | 62           | 14           | Não avançou | Não avançou | 14                |

### Tiro com arco
| Atleta                             | Prova                | Rodada de classificação | Rodada de classificação | Ronda dos 64               | Ronda dos 32           | Ronda dos 16                                   | Quartos-finais         | Semifinais             | Final                  | Final |
| Atleta                             | Prova                | Placar                  | Pos.                    | Adversário e resultado     | Adversário e resultado | Adversário e resultado                         | Adversário e resultado | Adversário e resultado | Adversário e resultado | Pos.  |
| ---------------------------------- | -------------------- | ----------------------- | ----------------------- | -------------------------- | ---------------------- | ---------------------------------------------- | ---------------------- | ---------------------- | ---------------------- | ----- |
| Matthew Gray                       | Individual masculino | 654                     | 39                      | MAS C. Sian D 101-109      | Não avançou            | Não avançou                                    | Não avançou            | Não avançou            | Não avançou            | 45    |
| Sky Kim                            | Individual           | 665                     | 14                      | FRA R. Girouille V 112-110 | POL J. Proć D 110-111  | Não avançou                                    | Não avançou            | Não avançou            | Não avançou            | 21    |
| Michael Naray                      | Individual           | 658                     | 30                      | FRA J. Valladont V 108-106 | UKR V. Ruban D 105-115 | Não avançou                                    | Não avançou            | Não avançou            | Não avançou            | 26    |
| Matthew Gray Sky Kim Michael Naray | Equipes masculinas   | 1977                    | 9                       |                            |                        | POL R. Dobrowolski P. Piątek J. Proć D 218-223 | Não avançou            | Não avançou            | Não avançou            | 10    |
| Alexandra Feeney                   | Individual feminino  | 580                     | 59                      | TPE Yuan Chi D 101-104     | Não avançou            | Não avançou                                    | Não avançou            | Não avançou            | Não avançou            | 59    |
| Jane Waller                        | Individual feminino  | 634                     | 28                      | IND P. Vardineni D 100-106 | Não avançou            | Não avançou                                    | Não avançou            | Não avançou            | Não avançou            | 38    |

### Triatlo
| Atleta            | Prova     | Natação | Ciclismo | Corrida | Total   | Pos.              |
| ----------------- | --------- | ------- | -------- | ------- | ------- | ----------------- |
| Courtney Atkinson | masculino | 18.06   | 59.08    | 32.00   | 1.50.10 | 11                |
| Brad Kahlefeldt   | masculino | 18.17   | 58.56    | 32.26   | 1.50.36 | 16                |
| Erin Densham      | feminino  | 20.54   | 1.05.27  | 35.46   | 2.03.08 | 22                |
| Emma Moffatt      | feminino  | 19.55   | 1.04.12  | 34.46   | 1.59.55 | Medalha de bronze |
| Emma Snowsill     | feminino  | 19.51   | 1.04.20  | 33.17   | 1.58.27 | Medalha de ouro   |

### Vela
Masculino
| Atleta                     | Prova | Regata | Regata | Regata | Regata | Regata | Regata | Regata | Regata | Regata | Regata | Regata | Pontos | Pos.            |
| Atleta                     | Prova | 1      | 2      | 3      | 4      | 5      | 6      | 7      | 8      | 9      | 10     | M      | Pontos | Pos.            |
| -------------------------- | ----- | ------ | ------ | ------ | ------ | ------ | ------ | ------ | ------ | ------ | ------ | ------ | ------ | --------------- |
| Tom Slingsby               | Laser | 21     | 22     | 21     | 22     | 35     | 20     | 12     | 11     | (40)   | CAN    | DNQ    | 164    | 22              |
| Malcolm Page Nathan Wilmot | 470   | 4      | 7      | 3      | 3      | 3      | 4      | 5      | (16)   | 3      | 10     | 1      | 2      | Medalha de ouro |
| Iain Murray Andrew Palfrey | Star  | 11     | (15)   | 13     | 15     | 2      | 11     | 10     | 14     | 14     | 8      | DNQ    | 98     | 14              |

Feminino
| Atleta                                    | Prova        | Regata | Regata | Regata | Regata | Regata | Regata | Regata | Regata | Regata | Regata | Regata | Pontos | Pos.            |
| Atleta                                    | Prova        | 1      | 2      | 3      | 4      | 5      | 6      | 7      | 8      | 9      | 10     | M      | Pontos | Pos.            |
| ----------------------------------------- | ------------ | ------ | ------ | ------ | ------ | ------ | ------ | ------ | ------ | ------ | ------ | ------ | ------ | --------------- |
| Jessica Crisp                             | RS:X         | 2      | 4      | 3      | 8      | 1      | 8      | 9      | (14)   | 6      | 5      | 20     | 66     | 5               |
| Sarah Blanck                              | Laser Radial | 6      | 11     | 7      | (19)   | 4      | 12     | 8      | 1      | 5      | CAN    | 4      | 58     | 4               |
| Tessa Parkinson Elise Rechichi            | 470          | 2      | 2      | 4      | 1      | 9      | 4      | 2      | 5      | 3      | 2      | (18)   | 34     | Medalha de ouro |
| Angela Farrell Karyn Gojnich Krystal Weir | Yngling      | 1      | 11     | 6      | (12)   | 7      | 7      | 9      | 8      | CAN    | CAN    | 22 DSQ | 71     | 10              |

Misto
| Atleta                       | Prova   | Regata | Regata | Regata | Regata | Regata | Regata | Regata | Regata | Regata | Regata | Regata | Regata | Regata | Regata | Regata | Regata | Pontos | Pos.             |
| Atleta                       | Prova   | 1      | 2      | 3      | 4      | 5      | 6      | 7      | 8      | 9      | 10     | 11     | 12     | 13     | 14     | 15     | 16     | Pontos | Pos.             |
| ---------------------------- | ------- | ------ | ------ | ------ | ------ | ------ | ------ | ------ | ------ | ------ | ------ | ------ | ------ | ------ | ------ | ------ | ------ | ------ | ---------------- |
| Anthony Nossiter             | Finn    | 11     | (22)   | 8      | 17     | 13     | 21     | 11     | 20     | CAN    | CAN    | DNQ    |        |        |        |        |        | 101    | 16               |
| Ben Austin Nathan Outteridge | 49er    | (20)   | 1      | 7      | 3      | 1      | 1      | 6      | 4      | 6      | 12     | 2      | 18     | CAN    | CAN    | CAN    | 12     | 73     | 5                |
| Glenn Ashby Darren Bundock   | Tornado | 5      | 4      | 3      | 1      | 5      | (9)    | 2      | 8      | 7      | 4      | 10     |        |        |        |        |        | 49     | Medalha de prata |

Legenda
- (X) – pior resultado eliminado
- OCS – queimou a largada
- DSQ – desqualificado
- DNF – não terminou
- BFD – desclassificação por bandeira preta
- CAN – regata cancelada por falta de condições
- DNQ – não se qualificou

### Voleibol de praia
Masculino
| Atleta                      | Fase de grupos | Fase de grupos | Oitavos-de-final                                | Quartos-de-final       | Semifinais             | Final                  |
| Atleta                      | Adversário e resultado | Pos.           | Adversário e resultado                          | Adversário e resultado | Adversário e resultado | Adversário e resultado |
| --------------------------- | --- | -------------- | ----------------------------------------------- | ---------------------- | ---------------------- | ---------------------- |
| Andrew Schacht Joshua Slack | GEO R. Gomes–J. Terceiro V 2–0 (21–17, 21–19) ANG E. Fernandes–M. Abreu V 2–0 (21–15, 21–9) BRA R. Santos–E. Rego D 0–2 (14–21, 17–21) | 2º (gr. C)     | NED R. Schuil–R. Nummerdor D 0–2 (16–21, 14–21) | Não avançou            | Não avançou            | Não avançou            |

Feminino
| Atleta                      | Fase de grupos | Fase de grupos | Oitavos-de-final                                                 | Quartos-de-final                             | Semifinais             | Final                  |
| Atleta                      | Adversário e resultado | Pos.           | Adversário e resultado                                           | Adversário e resultado                       | Adversário e resultado | Adversário e resultado |
| --------------------------- | --- | -------------- | ---------------------------------------------------------------- | -------------------------------------------- | ---------------------- | ---------------------- |
| Tamsin Barnett Natalie Cook | RUS N. Uryadova–A. Shiryaeva V 2–1 (21–8, 19–21, 15–12) GEO C. Santanna–A. Martins V 2–0 (21–18, 21–12) BRA L. França–A. Connelly V 2–0 (23–21, 23–21) | 1º (gr. C)     | GRE E. Koutroumanidou–M. Tsiartsiani V 2–1 (22–20, 19–21, 15–12) | BRA R. Ribeiro–T. Rocha D 0–2 (22–24, 14–21) | Não avançou            | Não avançou            |

Legenda
| Recorde mundial      | Recorde mundial (World record)               |                       | Recorde africano                      | Recorde africano (African) |                                           | Q | Classificado por posição (Qualified) |
| Recorde olímpico     | Recorde olímpico (Olympic record)            | Recorde da América    | Recorde da América (Americas)         | q                          | Classificado por melhor tempo (Qualified) |   |                                      |
| Melhor marca do ano  | Melhor marca do ano (World leading)          | Recorde asiático      | Recorde asiático (Asian)              | DNS                        | Não largou (Did not start)                |   |                                      |
| Recorde nacional     | Recorde nacional (National record)           | Recorde europeu       | Recorde europeu (European)            | DNF                        | Não terminou (Did not finish)             |   |                                      |
| Recorde pessoal      | Recorde pessoal do atleta (Personal best)    | Recorde da Oceania    | Recorde da Oceania (Oceania)          | DSQ / DQ                   | Desclassificado (Disqualified)            |   |                                      |
| Recorde da temporada | Recorde da temporada do atleta (Season best) | Recorde sul-americano | Recorde sul-americano (South America) | NM                         | Sem marca (No mark)                       |   |                                      |

### Remo
| S | Classificado(a) para as semifinais |    |                        | FA | Final A (disputa de medalhas) |  |  | FD | Final D (sem medalhas) |
| Q | Classificado(a) para as quartas    | FB | Final B (sem medalhas) | FE | Final E (sem medalhas)        |  |  |    |                        |
| R | Classificado(a) para a repescagem  | FC | Final C (sem medalhas) | FF | Final F (sem medalhas)        |  |  |    |                        |

### Vela
| M   | Regata da Medalha da qual só participam os dez primeiros colocados das regatas anteriores  |  |  | CAN | Regata cancelada |
| BFD | Desclassificado por bandeira preta (Black Flag Disqualified)                               |  |  |     |                  |
| UFD | Desclassificado por bandeira "U" (U Flag Disqualified)                                     |  |  |     |                  |
| OCS | Largada queimada (On the Course Side of the starting line)                                 |  |  |     |                  |
| DNE | Desclassificação sem eliminação (infração a um item do regulamento da prova – Did Not End) |  |  |     |                  |